# Ischnura chromostigma
Ischnura chromostigma là một loài chuồn chuồn kim trong họ Coenagrionidae.
Ischnura chromostigma được miêu tả khoa học năm 1927 bởi Fraser.